# Faro de Sabinal
El faro de Sabinal es un faro situado en la reserva natural de Punta Entinas-Sabinar, en el municipio de El Ejido El Ejido, en la provincia de Almería, Andalucía, España. Está gestionado por la Autoridad Portuaria de Almería.

## Historia
Comenzó su actividad en 1863, pero en 1915 entró en funcionamiento otro faro provisional mientras se trasladaba el original piedra a piedra 400 metros más adentro. Este nuevo faro se inauguró en 1926, que sufrió un terremoto en 1956, causando grandes daños a la estructura de la torre.